# Дзядулевич, Станислав
Станислав Дзядулевич (пол. Stanisław Dziadulewicz; 4 апреля 1872, Варшава, Царство Польское — 4 февраля 1943, Юзефув, Польша) — польский историк и геральдист, автор и соавтор большого количества геральдических публикаций и нескольких сборников, в том числе известного польского гербовника «Herbarz rodzin tatarskich w Polsce» («Гербовник родов татарских в Польше»).

## Биография
Происходил из польского шляхетского рода татарского происхождения герба Сокола. Был сыном Бонифация и Юзефы, урождённой Непжецкой. Окончил гимназию и юридический факультет Варшавского университета. Однако по специальности не работал, преподавал историю в различных учебных заведениях Варшавы.
С 1897 года возглавлял геральдический отдел в редакции Большой иллюстрированной универсальной энциклопедии, которая в те годы являлась крупнейшим польским энциклопедическим изданием (с 1890 по 1914 год было опубликовано 55 томов).
Участвовал в деятельности польского Геральдического общества, был членом-корреспондентом, затем действительным членом, в 1929—1931 годах — вице-президентом Варшавского отделения, а в 1932 году стал его почетным членом. С 1908 года написал и опубликовал в «Геральдическом ежемесячнике» (пол. «Miesięcznik Heraldyczny») и «Ежегоднике Общества геральдического во Львове» (пол. «Rocznik Towarzystwa heraldycznego we Lwowie») (печатных органах Общества) около 50-ти исторических и геральдических исследований.
В 1928 году вышел в отставку и поселился в своем имении в Юзефуве недалеко от Отвоцка.
Продолжал заниматься историческими и геральдическими исследованиями, публиковал свои работы в «Геральдическом ежемесячнике» и «Татарском ежегоднике» (пол. «Rocznik Tatarski»).
В 1929 году в Вильно был издан его «Herbarz rodzin tatarskich w Polsce» («Гербовник родов татарских в Польше»). Гербовник описывает происхождение около 600 татарских родов, осевших в Речи Посполитой, их гербов и печатей-тамга, сопровождая описание ссылками на исторические источники.
Обширные научные архивы Дзядулевича, находившиеся у его сына в Варшаве, сгорели в 1944 году во время Варшавского восстания.
Станислав Дзядулевич умер от болезни сердца 4 февраля 1943 года, похоронен на варшавском кладбище Старые Повонзки в семейной могиле.